# الكسندر كامبل (سياسي كندي، مواليد 1876)
الكسندر كامبل هو سياسي كندي، ولد في 1876، وتوفي في 16 مايو 1940.